# Gerardo Cavaliere
Gerardo Cavaliere Grosso (* 29. Juli 1941 in Nusco; † 6. Februar 2023) war ein argentinischer Radrennfahrer.

## Sportliche Laufbahn
Cavaliere war im Straßenradsport aktiv. Er war Teilnehmer der Olympischen Sommerspiele 1968 in Mexiko-Stadt. Das olympische Straßenrennen beendete er beim Sieg von Pierfranco Vianelli nicht.
1965 nahm er an der Vuelta al Uruguay teil und gewann die 10. Etappe des Rennens. 1967 startete er bei den Panamerikanischen Spielen in Winnipeg im Straßenrennen und belegte den 7. Platz. 